# Table des caractères Unicode/U1F000
Cette page contient des caractères spéciaux ou non latins. S’ils s’affichent mal (▯, ?, etc.), consultez la page d’aide Unicode.
Table des caractères Unicode U+1F000 à U+1F02F.

## Tuiles de mah-jong(Unicode 5.1)
Utilisés pour représenter les pièces (appelées tuiles) de toutes les variantes du jeu de mah-jong.

### Table des caractères
| en fr   | 0 | 1 | 2 | 3 | 4  | 5 | 6 | 7 | 8 | 9 | A | B | C | D | E | F |
| U+1F000 | 🀀 | 🀁 | 🀂 | 🀃 | 🀄 | 🀅 | 🀆 | 🀇 | 🀈 | 🀉 | 🀊 | 🀋 | 🀌 | 🀍 | 🀎 | 🀏 |
| U+1F010 | 🀐 | 🀑 | 🀒 | 🀓 | 🀔  | 🀕 | 🀖 | 🀗 | 🀘 | 🀙 | 🀚 | 🀛 | 🀜 | 🀝 | 🀞 | 🀟 |
| ------- | - | - | - | - | -- | - | - | - | - | - | - | - | - | - | - | - |
| U+1F020 | 🀠 | 🀡 | 🀢 | 🀣 | 🀤  | 🀥 | 🀦 | 🀧 | 🀨 | 🀩 | 🀪 | 🀫 |   |   |   |   |